# Нова гамбурзька школа
Нова гамбурзька школа (нім. Neue Schule Hamburg, скорочено NSH) — приватна садберійська школа у мікрорайоні Ральштедт, Гамбург, Німеччина, заснована в 2007 році.

## Історія
Школу заснували колишній директор Філіп Пальм, його помічниця Нена Кернер, Сільке Штайнфадт і Томас Зіммерль у вересні 2007 року у Ральштедті з 85 учнями та шістьма працівниками персоналу. Таким чином, вона стала першою садберійською школою у Німеччині. Викладаючи свої думки щодо підтримки у створенні школи, Нена посилалася на свою «позбавлену натхнення» освіту: «коли я була дитиною, як і всі діти, я мала повно ідей і наснаги до нового. Я хотіла захопити світ, але вчителі були панівною силою. Це не заохочує дітей, а навпаки їх пригнічує».
Протягом першого року в школі були випадки крадіжок і насильства. Та вже через три роки шкільна влада Гамбурга визнала її як державну альтернативну школу (нім. staatlich genehmigte Ersatzschule) і погодилася брати участь у поточних витратах з 2011 року. У 2010 році школа збільшила кількість працівників персоналу до десяти.